# Bleak Silver Streams
Bleak Silver Streams — це дебютний студійний альбом французького гурту Lethian Dreams, який грає музику у стилі етереал дум-метал (стиль, визначений самим гуртом). Особливістю альбому є поєднання дуже чистого жіночого вокалу (не оперного) із дуже повільною та сумною музикою та чоловічим ґроулом, який чергується із чистим речитативом.
Альбом Bleak Silver Streams став підсумком семи років існування гурту Lethian Dreams. Всі композиції альбому були записані та змікшовані самими учасниками гурту, а звуки ударної установки — додані програмно. До нього ввійшли пісні із ранніх записів та демо-альбомів. Альбом вийшов у форматі CD 8 червня 2009 року із буклетом, який складався із шести сторінок. Над дизайном буклету працював Роберт Гоєм (Robert Høyem). Альбом можна було придбати через інтернет-магазинну секцію офіційного сайту лейблу Orcynia Records.
У електронному журналі Beat The Blizzard музичний оглядач Едді Рісдел порівняв музику Lethian Dreams із музикою гурту Draconian, тільки музику перших назвав дещо повільнішою та сумнішою. Рісдел охарактеризував голос Карлін як «ельфійський»:

| «…і тут підключається „ельфійський“ голос Карлін. Технічно вона не надто досвідчена як співачка, але розумно дотримується того, що справді може, і робить це дуже добре.»[4] Оригінальний текст (англ.) «...Carline's „elven-like“ vocals, comes in. Technically she's not the most skilled, but cleverly she sticks to what she can do and she does it very well.» |

## Список треків
| #     | Назва                                  | Тривалість |
| ----- | -------------------------------------- | ---------- |
| 1.    | «Elusive»                              | 9:09       |
| 2.    | «In Seclusion»                         | 8:12       |
| 3.    | «Under Her Dreams (Mournful Whispers)» | 9:17       |
| 4.    | «Requiem»                              | 8:03       |
| 5.    | «Severance»                            | 9:15       |
| 6.    | «For a Brighter Death»                 | 9:55       |
| 53:51 |                                        |            |

## Учасники
- Карлін Ван Рус — гітара, клавішні, баси, вокал, комп'ютерна обробка[12]
- Метью Закс — гітара[12]
- Карлос Д'Аґуа — ґроул[12]